# Медіана абсолютних відхилень
Медіана абсолютних відхилень (англ.  median absolute deviation ({\displaystyle MAD})) –  робастна міра мінливості для однофакторної вибірки кількісних даних, що є медіаною абсолютних відхилень від медіани. Медіана абсолютних відхилень може розраховуватися і для генеральної сукупності.

## Визначення
В загальному випадку медіана абсолютних  відхилень:
{\displaystyle MAD=Me{\bigl (}|X-Me(X)|{\bigr )}},
де {\displaystyle Me} - оператор медіани,
{\displaystyle Me{\bigl (}X{\bigr )}} - медіана випадкової величини {\displaystyle X}.
Медіана абсолютних відхилень є мірою розсіяння значень випадкової величини. В порівнянні з іншими мірами розсіяння, такими як дисперсія чи стандартне відхилення, є стійкою оцінкою до викидів, що виниклі в наборі даних. У стандартному відхиленні чи дисперсії відхилення від середнього беруться у квадраті, тому більші відхилення мають більшу вагу і, таким чином, викиди сильніше впливають на них. У {\displaystyle MAD} невелика, як правило, кількість викидів не має ніякого значення. Медіана абсолютних відхилень широко використовується як альтернатива стандартному відхиленню для пошуку викидів в одномірних даних.
Крім того, що MAD - надійніша оцінка розсіяння, ніж дисперсія вибірки або стандартне відхилення, вона краще працює з розподілами без середнього або дисперсії типу, наприклад, розподілу Коші.

## Приклад
Нехай є набір значень 1, 1, 2, 2, 4, 6, 9. Медіана цього набору рівна 2. Абсолютні відхилення  від медіани дорівнюють 1, 1, 0, 0, 2, 4, 7, медіана яких, у свою чергу, має значення 1 (оскільки впорядковані у неспадний ряд  абсолютні відхилення становлять 0, 0, 1, 1 , 2, 4, 7). Отже, медіана абсолютних відхилень для цих даних дорівнює 1.

## Генеральна сукупність
{\displaystyle MAD} генеральної сукупності визначається аналогічно до вибірки, але на основі повного розподілу. Для симетричного розподілу з середнім значенням рівним нулю медіана абсолютних відхилень рівна 75-ти відсотковому квантилю розподілу.
На відміну від дисперсії, яка може й не існувати, {\displaystyle MAD} для генеральної сукупності існує завжди. Наприклад, для стандартного розподілу Коші, дисперсія якого не визначена, медіана абсолютних відхилень рівна 1.

## Зв'язок зі стандартним відхиленням
Між медіаною абсолютних відхилень та стандартним відхиленням для симетричних розподілів існує простий зв'язок (якщо стандартне відхилення для відповідного закону розподілу існує): 
{\displaystyle \sigma =k\cdot \operatorname {MAD} ,\,}
де {\displaystyle k} - множник, значення якого залежить від закону розподілу, наприклад, для нормального розподілу {\displaystyle k} =1,4826.
Для несиметричних розподілів залежність складніша.

## Історія
Перша відома згадка про {\displaystyle MAD} датується 1816 роком в науковій статті Карла Фрідріха Гаусса про визначення точності числових спостережень